# Blues Traveler
Blues Traveler est un groupe américain de rock formé en 1987 à Princeton.

## Membres
- John Popper
- Chan Kinchla
- Tad Kinchla
- Brendan Hill
- Ben Wilson

Ancien membre : Bobby Sheehan (mort)

## Discographie

### Studio albums
| 1990                      | Blues Traveler - date de sortie : mai 1990 - Label : A&M Records                        | 136 | —  | - US: Gold        |
| 1991                      | Travelers and Thieves - date de sortie : 3 septembre 1991 - Label : A&M Records         | 125 | —  | - US: Gold        |
| 1993                      | Save His Soul - date de sortie : 6 avril 1993 - Label : A&M Records                     | 72  | —  | - US: Gold        |
| 1994                      | four - date de sortie : 12 septembre 1994 - Label : A&M Records                         | 8   | —  | - US: 6× Platinum |
| 1997                      | Straight On till Morning (en) - date de sortie : 1er juillet 1997 - Label : A&M Records | 11  | —  | - US: Platinum    |
| 2001                      | Bridge - date de sortie : 8 mai 2001 - Label : Interscope Records                       | 91  | —  |                   |
| 2003                      | Truth Be Told - date de sortie : 5 août 2003 - Label : Sanctuary Records                | 147 | —  |                   |
| 2005                      | ¡Bastardos! - date de sortie : 13 septembre 2005 - Label : Vanguard Records             | —   | 49 |                   |
| 2007                      | Cover Yourself - date de sortie : 30 octobre 2007 - Label : C3 Records                  | —   | —  |                   |
| 2008                      | North Hollywood Shootout - date de sortie : 26 août 2008 - Label : Verve Records        | —   | —  |                   |
| « — » signifie non classé |                                                                                         |     |    |                   |

### Albums live
- Live from the Fall (1996)
- Live: What You and I Have Been Through (2002)
- Live on the Rocks (2004)

### Divers
- Travelogue: Blues Traveler Classics (2002)

- 25 (2012), compilation à l'occasion des 25 ans du groupe

### Singles
| Année                     | Single                  | Meilleur classement dans les charts | Meilleur classement dans les charts | Meilleur classement dans les charts | Meilleur classement dans les charts | Meilleur classement dans les charts | Meilleur classement dans les charts | Album                    |
| Année                     | Single                  | US                                  | US AC                               | US Adult                            | US Mod                              | US Pop                              | UK                                  | Album                    |
| ------------------------- | ----------------------- | ----------------------------------- | ----------------------------------- | ----------------------------------- | ----------------------------------- | ----------------------------------- | ----------------------------------- | ------------------------ |
| 1990                      | But Anyway              | —                                   | —                                   | —                                   | —                                   | —                                   | —                                   | Blues Traveler           |
| 1991                      | All in the Groove       | —                                   | —                                   | —                                   | —                                   | —                                   | —                                   | Travelers and Thieves    |
| 1991                      | Sweet Pain              | —                                   | —                                   | —                                   | —                                   | —                                   | —                                   | Travelers and Thieves    |
| 1992                      | Mountain Cry            | —                                   | —                                   | —                                   | —                                   | —                                   | —                                   | Travelers and Thieves    |
| 1993                      | Conquer Me              | —                                   | —                                   | —                                   | —                                   | —                                   | —                                   | Save His Soul            |
| 1993                      | Defense & Desire        | —                                   | —                                   | —                                   | —                                   | —                                   | —                                   | Save His Soul            |
| 1995                      | Run-Around              | 8                                   | 4                                   | 2                                   | 14                                  | 4                                   | 183                                 | four                     |
| 1995                      | Hook                    | 23                                  | 28                                  | 22                                  | 13                                  | 8                                   | —                                   | four                     |
| 1995                      | The Mountains Win Again | —                                   | —                                   | —                                   | —                                   | —                                   | —                                   | four                     |
| 1996                      | But Anyway (re-release) | —                                   | —                                   | —                                   | 17                                  | 24                                  | —                                   | Kingpin (BO de film)     |
| 1997                      | Carolina Blues          | —                                   | —                                   | —                                   | 30                                  | —                                   | —                                   | Straight On till Morning |
| 1997                      | Most Precarious         | —                                   | —                                   | —                                   | 25                                  | —                                   | —                                   | Straight On till Morning |
| 1998                      | Canadian Rose           | —                                   | —                                   | —                                   | —                                   | —                                   | —                                   | Straight On till Morning |
| 2001                      | Back in the Day         | —                                   | —                                   | —                                   | —                                   | —                                   | —                                   | Bridge                   |
| 2003                      | Let Her and Let Go      | —                                   | —                                   | —                                   | —                                   | —                                   | —                                   | Truth Be Told            |
| 2005                      | Amber Awaits            | —                                   | —                                   | —                                   | —                                   | —                                   | —                                   | ¡Bastardos!              |
| 2008                      | You, Me and Everything  | —                                   | —                                   | —                                   | —                                   | —                                   | —                                   | North Hollywood Shootout |
| « — » signifie non classé |                         |                                     |                                     |                                     |                                     |                                     |                                     |                          |

### Clips
| Année | Clip                    | Metteur en scène       |
| ----- | ----------------------- | ---------------------- |
| 1990  | But Anyway              | Ken Fox                |
| 1993  | Conquer Me              | David Hogan            |
| 1995  | Run-Around              | Ken Fox                |
| 1995  | Hook                    | Frank W. Ockenfels III |
| 1995  | The Mountains Win Again | Ken Fox                |
| 1997  | Carolina Blues          | Frank W. Ockenfels III |
| 1997  | Most Precarious         | Rent Sidon             |
| 1998  | Canadian Rose           | Mark Webb              |
| 2001  | Girl Inside My Head     | Kevin Kerslake         |
| 2008  | You, Me and Everything  |                        |